# Casa da Mesquitela
A Casa da Mesquitela é uma casa senhorial brazonada do século XVI situada em Mesquitela (Mangualde), Portugal, estando classificada como imóvel de interesse público desde 1997.